# Julio Amarante
Julio Amarante ocupó el cargo interino de 21° gobernador del antiguo Territorio Nacional de Misiones del 25 de junio al 12 de septiembre de 1935.
Ya que los gobernadores de los Territorios Nacionales eran designados por decreto presidencial, en muchos casos las designaciones se hacían fuera de término, por lo que la fecha de fin de mandato de un gobernador no combinaba con la del comienzo del sucesor. Para cubrir este intervalo se designaba interinamente a algún funcionario de la Casa de Gobierno.